# Antti Niemi
Antti Niemi (født 31. maj 1972) er en finsk målmand og var en overgang en af verdens bedste.
Han har bl.a. spillet for F.C. København (1995-1999), Southampton F.C. (2002-2006) og Fulham F.C. (2006-?).
Han er blevet kåret til årets spiller i FCK, Southampton og Finland.